# Elin Grelsson Almestad
Elin Birgitta Grelsson, tidigare gift Grelsson Almestad, född 25 augusti 1983 i Rödön, Jämtlands län, är en svensk författare, frilansskribent, krönikör, bloggare och radiopratare.
2001 nominerades Elin Grelsson till Lilla Augustpriset för essän En demokrati till salu. 2007 gav hon ut bloggboken Always keepin’ it real via utgivaren Vulkan, en samling av hennes blogginlägg från åren 2006–2007.
Grelssons debutroman Du hasar av trygghet släpptes i september 2011 på förlaget Modernista. Hon har varit debattör i Aftonbladet och ETC. Fram till 2015 var hon även krönikör i Göteborgs-Posten (GP), men valde att hoppa av då hon ansåg att GP blivit ett språkrör för främlingsfientliga krafter. Hon har även varit bisittare i radioprogrammen Kvällspasset och Brunchrapporten (Sveriges Radio P3) samt veckokrönikör i Sveriges Radio P4.
Grelsson tilldelades Ole och Ann-Marie Söderströms pris för 2023.